# Estación de Pas-des-Lanciers
La estación de Pas-des-Lanciers, es una estación ferroviaria francesa de la línea París - Marsella, situada en la comuna de Marignane, en el departamento de Bocas del Ródano, en la región de Provenza-Alpes-Costa Azul. Por ella transitan únicamente trenes regionales. 

## Situación ferroviaria
La estación se sitúa en el PK 843,642 de la línea férrea París-Marsella, a un kilómetro trescientos en dirección Marsella del túnel de la Nerthe de 4 538 metros de longitud. Es el origen también de una línea férrea departamental que sirve principalmente para unir una refinería cercana a la red principal.  

## Historia
La estación fue abierta el 1 de noviembre de 1847 por parte de la Compañía de Ferrocarriles de Aviñón a Marsella, aunque fue rápidamente adquirida por la Compañía de Ferrocarriles de París a Lyon y al Mediterráneo. Hasta que se abrió el túnel de la Nerthe, los trenes concluían siempre su trayecto en la estación sin llegar a Marsella. Esto sucedió hasta el 15 de enero de 1848. En 1937, pasó a ser explotada por la SNCF.

## La estación
La estación se compone de dos andenes, uno central y otro lateral y de hasta siete vías. De ellas, sólo tres tienen acceso a andenes. Está abierta al público de forma permanente y dispone de taquillas y de máquinas expendedoras de billetes. 

## Servicios ferroviarios

### Regionales
Los TER PACA recorren a razón de 40 trenes diarios el siguiente trazado:
- Línea Miramas - Marsella.